# Сара Ланкастер
Сара Ланкастер (англ. Sarah Lancaster; 12 лютого 1980, Оверленд-Парк, Канзас) — американська актриса, найбільш відома своїми телевізійними ролями 1990-2000-х років.

## Життєпис
Народилася 12 лютого 1980 року в Канзасі, в родині агента з нерухомості Майкла Ланкастера, мати Барбара була домогосподаркою. Після переїзду батьків із Сарою та її молодшим братом Деніелом до Каліфорнії дівчина почала навчатися акторській майстерності у відомого режисера і радіоведучого Р. Дж. Адамса (R.J. Adams). Сара відвідувала курси для вступу до коледжу в Каліфорнійському університеті, щоб якнайшвидше закінчити середню школу. Після закінчення неповної середньої школи Ньюхарта вона переїхала до Лос-Анджелесу.

## Кар'єра
Ланкастер здобула популярність завдяки ролям Рейчел Майєрс у серіалі «Врятовані дзвінком: Новий клас» та Медісон Келлнер у серіалі «Кохання вдівця». 
У 1999 році Ланкастер зіграла Хлою Греф у хорорі режисера Джона Стівена Уорда «Провулок закоханих».
Також Ланкастер знялася в кількох епізодах серіалу «Клініка» у ролі подружки Джей Ді, Лізи, та виконала роль Марджорі Сівер у телесеріалі «Що щодо Брайана». 
Також вона знімалася в епізодах таких серіалів, як Сабрина - маленька відьма, Бухта Доусона, Шоу 70-х, Бостонська школа і C.S.I.: Місце злочину.
У 2004-2006 роках Ланкастер грала Вероніку Харольд у нетривалому серіалі «Доктор Вегас», а 2005 року Сара отримала головну роль у телевізійному трилері «Золота клітинка» з Марком Хамфрі у головній ролі. 
У 2007-2012 роках Ланкастер грала роль сестри головного героя комп'ютерника Чака Бартовскі, Еллі Бартовські, у комедійному шпигунському серіалі каналу NBC «Чак».

### Основна фільмографія
| Роки      | Назви                        | Оригінальні назви                | Ролі                | Примітки                |
| --------- | ---------------------------- | -------------------------------- | ------------------- | ----------------------- |
| 2020      | Блакитний хребет             | Blue Ridge                       | Еллі Вайс           |                         |
| 2015      | Помста                       | Revenge                          | Ейпріл Гантер       | телесеріал, 1 епізод    |
| 2014      | Суддя                        | The Judge                        | Ліза Палмер         |                         |
| 2013      | Ялинкове божевілля           | Fir Crazy                        | Еліза Макрейнольдс  |                         |
| 2007—2012 | Чак                          | Chuck                            | Еллі Бартовськи     | телесеріал, 91 епізод   |
| 2008      | Мамусі                       | Smother                          | Голлі               |                         |
| 2006—2007 |                              | What About Brian                 | Марджорі Сівер      | телесеріал, 17 епізодів |
| 2004—2006 | Доктор Вегас                 | Dr. Vegas                        | Вероніка Герольд    | телесеріал, 10 епізодів |
| 2003—2006 | Евервуд                      | Everwood                         | Медісон Келнер      | телесеріал, 20 епізодів |
| 2002—2006 | Клініка                      | Scrubs                           | Ліза, продавчиня    | телесеріал, 3 епізоди   |
| 2003      | CSI: Місце злочину           | CSI: Crime Scene Investigation   | пані Мерсер         | телесеріал, 1 епізод    |
| 2003      | Клієнт завжди мертвий        | Six Feet Under                   | альтернативна дочка | телесеріал, 1 епізод    |
| 2002      | Шоу 70-х                     | That '70s Show                   |                     | телесеріал, 1 епізод    |
| 2002      | Бостонська школа             | Boston Public                    | Кріссі Філдс        | телесеріал, 2 епізоди   |
| 2000      | Затока Доусон                | Dawson’s Creek                   | Шеллі               | телесеріал, 1 епізод    |
| 1999      | Провулок закоханих           | Lovers Lane                      | Хлоя Ґріфі          |                         |
| 1997      | Сабріна — юна відьма         | Sabrina, the Teenage Witch       | Джін                |                         |
| 1993—1996 | Рятівний дзвоник: Новий клас | Saved by the Bell: The New Class | Рейчел Меєрс        | телесеріал, 79 епізодів |

## Особисте життя
Сара Ланкастер одружилася з адвокатом Метью Джейкобсом 29 січня 2011 року після двох років стосунків. Подружжя має двох синів — Олівера Майкла Джейкобса (нар. 29.06.2011) та Джуліана Так Джейкобса (нар. 28.01.2017).
Акторка вісім років займалася танцями у стилях джаз і фанк.